# Kínai női labdarúgó-válogatott
A kínai női labdarúgó-válogatott képviseli Kínát a nemzetközi női labdarúgásban.
Sokáig Kína tartotta a kapott gól nélküli rekordot a világbajnokságon, 442 perces rekordjukat a 2007-es női labdarúgó-világbajnokságon Németország döntötte meg.

## Nemzetközi szereplés

### VB-szereplés
- 1991 – 5. hely
- 1995 – 4. hely
- 1999 – Ezüstérmes
- 2003 – Negyeddöntős
- 2007 – Negyeddöntős

## Jelenlegi keret
| Szám | Poszt | Név          | Születési dátum / Kor | Válogatottság | Gólok | Klub                |
| ---- | ----- | ------------ | --------------------- | ------------- | ----- | ------------------- |
| 1    | K     | Zhang Yanru  | 1987. január 10.      | 21            | 0     | Jiangsu Shuntian    |
| 2    | V     | Weng Xinzhi  | 1988. június 15.      | 22            | 0     | Jiangsu Shuntian    |
| 3    | V     | Li Jie       | 1979. július 8.       | 191           | 10    | Beijing Chengjian   |
| 4    | V     | Wang Kun     | 1985. október 20.     | 47            | 5     | Hebei Huabei        |
| 5    | KP    | Song Xiaoli  | 1981. július 21.      | 10            | 1     | Jiangsu Shuntian    |
| 6    | KP    | Xie Caixia   | 1976. február 17.     | 11            | 1     | Guangdong Xiongying |
| 7    | KP    | Bi Yan       | 1984. február 17.     | 97            | 10    | Dalian Shide        |
| 8    | KP    | Pan Lina     | 1977. július 18.      | 135           | 5     | Shanghai Shenhua    |
| 9    | CS    | Han Duan     | 1983. június 15.      | 129           | 95    | Dalian Shide        |
| 10   | CS    | Ma Xiaoxu    | 1988. június 5.       | 25            | 8     | Dalian Shide        |
| 11   | V     | Pu Wei       | 1980. augusztus 20.   | 154           | 35    | Inter Shanghai      |
| 12   | KP    | Qu Feifei    | 1982. május 18.       | 88            | 20    | Bayi                |
| 13   | KP    | Li Dongna    | 1988. december 6.     | 10            | 0     | Tianjin Teda        |
| 14   | CS    | Zhang Ouying | 1975. november 2.     | 105           | 21    | Hebei Huabei        |
| 15   | V     | Zhou Gaoping | 1986. október 20.     | 12            | 0     | Jiangsu Shuntian    |
| 16   | V     | Liu Yali     | 1980. június 9.       | 141           | 0     | Hebei Huabei        |
| 17   | CS    | Liu Sa       | 1987. július 11.      | 10            | 2     | Beijing Chenjian    |
| 18   | K     | Han Wenxia   | 1976. augusztus 23.   | 90            | 0     | Dalian Shide        |
| 19   | V     | Zhang Ying   | 1985. június 27.      | 61            | 4     | Shanghai Shenhua    |
| 20   | KP    | Zhang Tong   | 1984. április 3.      | 31            | 2     | Beijing Chenjian    |
| 21   | K     | Xu Meishuang | 1986. május 28.       | 3             | 0     | Changchun Yatai     |

## Külső hivatkozások
- Kínai Labdarúgó Szövetség (Kínai)
- FIFA profil: Kína Archiválva 2007. február 6-i dátummal a Wayback Machine-ben